# Darkwing Duck (videogioco)
Darkwing Duck è un videogioco a piattaforme basato sulla famosa serie televisiva americana targata Walt Disney, Darkwing Duck. Il gioco è stato sviluppato e pubblicato da Capcom nel 1992 per le console NES e Game Boy.

## Trama
Una misteriosa orda di criminali invade la città di St. Canard e la società segreta S.H.U.S.H. chiede l'intervento dell'eroe mascherato Darkwing Duck per sgominarla tuttavia sembra che dietro la malavita organizzata si celino l'O.C.A., una pericolosa organizzazione criminale e Becco d'Acciaio, agente segreto nonché membro di quest'ultima. Inoltre lo stesso gruppo di malavitosi si è alleato con sei tra i più grandi nemici del supereroe per portare il caos in varie zone della cittadina, così Darkwing Duck inizia la sua missione di ripulire tutte le aree dagli antagonisti e sconfiggere così anche Becco d'Acciaio.

## Modalità di gioco
Il gioco è un clone di Mega Man con alcune aggiunte interessanti come riflettere i colpi avversari e abbassarsi.